# Symetrizační člen

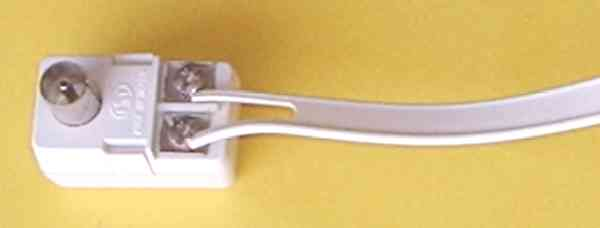
Typický televizní symetrizační člen převádí zároveň signál mezi impedancí 75 Ω a 300 Ω

Symetrizační člen nebo balun (z angl. balanced-unbalanced) je elektrotechnická součástka (zařízení), která převádí vysokofrekvenční signál mezi vedením symetrickým (typicky dvojlinka) a nesymetrickým (typicky koaxiální kabel). Případně také optimalizuje přestup signálu mezi částmi obvodu s různou impedancí (přizpůsobovací člen).
Symetrické vedení tvoří dva vodiče a signál je rozdíl napětí mezi nimi, kdežto nesymetrické vedení má jeden "živý" vodič se signálem a uzemněné stínění (opletení). Symetrizační členy mohou mít mnoho různých konstrukcí podle kmitočtového pásma, výkonu apod. Často se používají u antén k přizpůsobení impedance antény a anténního vedení, resp. přijímače či vysílače.